# Helicteres rekoi
Helicteres rekoi är en malvaväxtart som beskrevs av Standley. Helicteres rekoi ingår i släktet Helicteres och familjen malvaväxter. Inga underarter finns listade i Catalogue of Life.